# Roque Baños

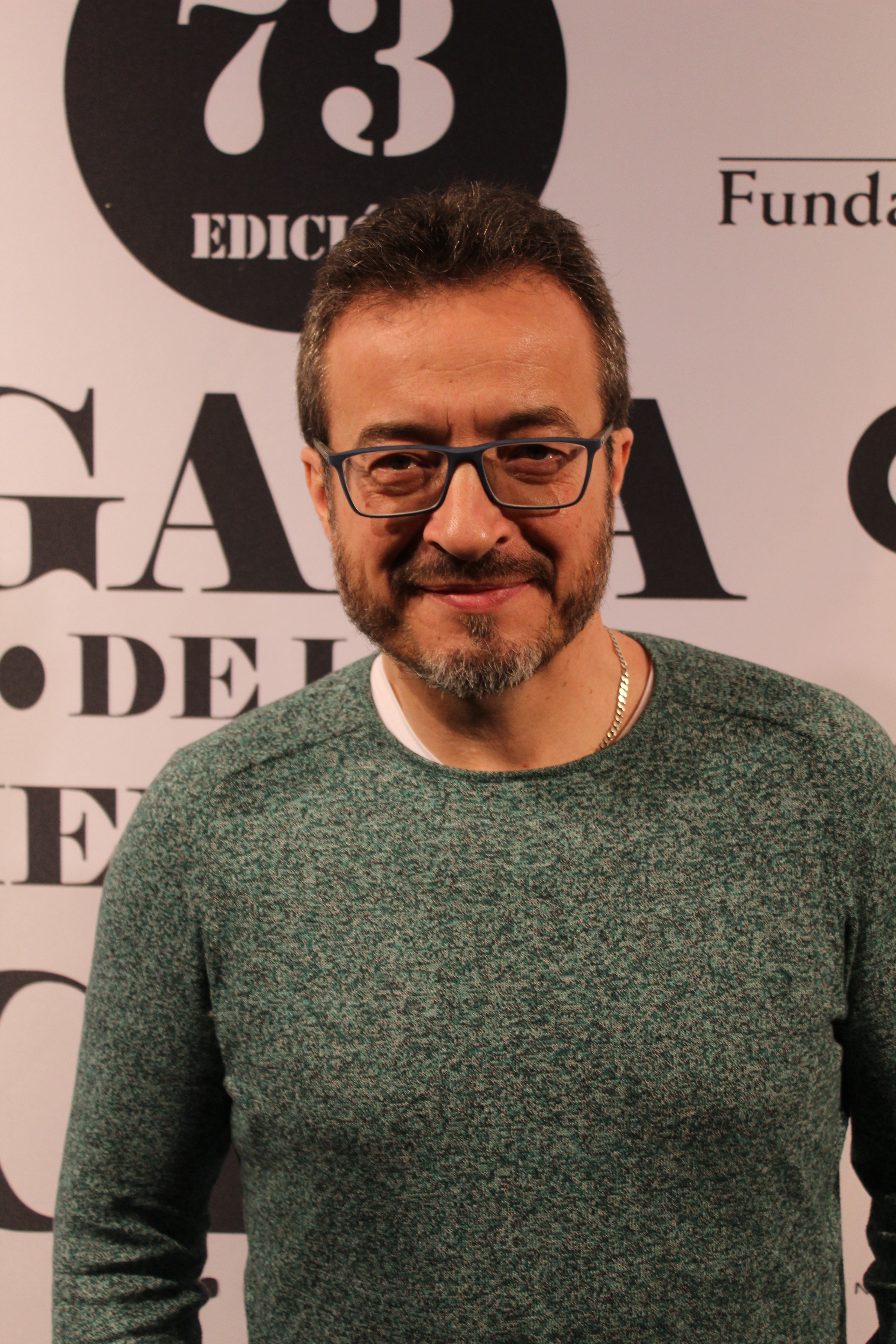
Roque Baños, 2018

Roque Baños López (* 1. Mai 1968 in Jumilla, Murcia, Spanien) ist ein spanischer Komponist.

## Leben
Die musikalische Ausbildung von Roque Baños López begann im Alter von elf Jahren. Mit 18 Jahren zog er nach Madrid. Dort studierte er an der Real Conservatorio Superior de Música de Madrid und konnte mit einem Stipendium des spanischen Kulturministeriums an der renommierten Musikhochschule Berklee College of Music studieren. Dabei konzentrierte er sich vor allen Dingen auf Jazz und Filmmusik.
Seit seinem Debüt 1997 als Filmkomponist mit dem spanischen Drama Carreteras secundarias, komponierte Baños für internationalen erfolgreiche Filme wie Sexy Beast, Der Maschinist und Alatriste die Musik. Für seine Arbeiten wurde er mit zehn Nominierungen für den spanischen Filmpreis Goya bedacht. 2003, 2008 und 2009 konnte er ihn jeweils für Salomé, Las 13 rosas und Oxford Murders gewinnen.

## Filmografie (Auswahl)
- 1997: Carreteras secundarias
- 1998: Lisa (Kurzfilm)
- 1998: Torrente – Der dumme Arm des Gesetzes (Torrente, el brazo tonto de la ley)
- 1999: Goya (Goya en Burdeos)
- 1999: The Heart of the Warrior (El corazón del guerrero)
- 2000: Allein unter Nachbarn – La comunidad (La Comunidad)
- 2000: Sexy Beast
- 2001: Torrente 2 – Mission Marbella (Torrente 2: Misión en Marbella)
- 2002: 800 Bullets (800 balas)
- 2002: Bedside Stories (El otro lado de la cama)
- 2002: Salomé
- 2003: Der Fremde im Park (La flaqueza del bolchevique)
- 2004: Der Maschinist (The Machinist)
- 2004: Ein ferpektes Verbrechen – Crimen ferpecto (Crimen ferpecto)
- 2005: Fragile (Frágiles)
- 2005: Iberia
- 2005: Rosario, die Scherenfrau (Rosario Tijeras)
- 2006: Alatriste
- 2006: Das Kovak Labyrinth (The Kovak Box)
- 2006: Hell’s Resident (Películas para no dormir: Para entrar a vivir)
- 2006: The Baby’s Room (Películas para no dormir: La habitación del niño)
- 2007: Las 13 rosas
- 2008: Oxford Murders (The Oxford Murders)
- 2008: Tagebuch einer Nymphomanin (Diario de una ninfómana)
- 2009: Zelle 211 – Der Knastaufstand (Celda 211)
- 2010: Mad Circus – Eine Ballade von Liebe und Tod (Balada triste de trompeta)
- 2011: Intruders
- 2013: Evil Dead
- 2013: Oldboy
- 2015: Regression
- 2015: Im Herzen der See (In the Heart of the Sea)
- 2016: Auferstanden (Risen)
- 2016: Don’t Breathe
- 2016: 1898. Los últimos de Filipinas
- 2018: The Commuter
- 2018: The Man Who Killed Don Quixote
- 2018: Verschwörung (The Girl in the Spider’s Web)
- 2020: His House
- 2020: Come Play
- 2021: Don’t Breathe 2
- 2022: The Man from Rome – Der Vatikan Code (The Man from Rome)
- 2023: Breakwater – Dämonen der Vergangenheit (Breakwater)
- 2024: The Killer’s Game